# Alexandre Charlet
Alexandre Charlet est un acteur français.

## Biographie
Alexandre Charlet a été formé à l'École Nationale Supérieure d’Art Dramatique de Montpellier (promotion 2006).
Il commence sa carrière au théâtre sous la direction des metteurs en scène Michel Didym (Poeub, de Serge Valetti) en 2006, ou Gilbert Rouvière (La Nuit des Camisards, de Lionnel Astier) en 2008.
Il joue des auteurs contemporains : Marion Aubert, Martin Sperr, Enzo Cormann, Edward Albee, Dennis Kelly.
Au festival de Figeac, il joue les rôles d'Arthur Jarvis, Eland et du Juge dans la création Un Train pour Johannesburg !, d'après Lost In The Stars de Kurt Weill en 2013, et le rôle du premier brigand dans L'Opéra de quat'sous, de Brecht, avec la compagnie Opéra éclaté en 2016.
En 2022, il « s'impose avec justesse » dans Rouge lie de vin, de Valérie Hernandez.
Il joue pour le cinéma et la télévision, où, selon un journaliste du Figaro, il « interprète avec talent » Raoul Villain, en 2014, dans Qui a tué Jaurès ? de Philippe Tourancheau.

## Filmographie

### Cinéma
- 2010 : Dominic : Light of the church, de Marcelino Saria : Peter Seila
- 2012 : Un Beau dimanche, de Nicole Garcia : Deuxième voyou[7]
- 2015 : Nilalang, (The Entity) de Pedring Lopez : Jean-Luc Lamy (Agent d'Interpol)
- 2020 : L'Homme qui a vendu sa peau, de Kaouther Ben Hania : Journaliste[8]

### Télévision
- 2012 : Les Revenants (épisode 8) réalisation Fabrice Gobert et Frédéric Mermoud : Revenant Forêt
- 2012 : Lignes de vie, réalisation Adeline Darraux : François Jeanson
- 2013 : Qui a tué Jaurès ?, réalisation Philippe Tourancheau : Raoul Villain
- 2019 : Plus belle la vie, réalisation Pascal Roy : Directeur d'hôtel
- 2019 : Petits Secrets En Famille « Les Cousins » / Famille Berland, réalisation Jean-Luc Mathieu : Olivier
- 2019 : Demain nous appartient, réalisation Sebastien Perroy, Thierry Peythieu, Jérôme Navarro, Christophe Barraud : Le Maton[9]
- 2020 : Un si grand soleil, réalisation Benoît D'Aubert, Amir Shadzi : Cyril Fiacre
- 2020 : Une si longue nuit, réalisation Jérémy Minui : Ange
- 2022 : Plus belle la vie, (saison 18) : Fils de madame d'Anjoy
- 2024 : Plus belle la vie, encore plus belle, (saison 1) : médecin hôpital

## Théâtre
- 2005 : Les Hommes de Terre, de Marion Aubert – mise en scène Richard Mitou : Un Homme de Terre
- 2006 : Poeub, de Serge Valletti – mise en scène Michel Didym : Un Consommateur, Grappier, Le Petit Brentanos, Deuxième Robert, Cupertwin, Helanbon le Toqué[10]
- 2006 : Ali Cogia, Marchand de Bagdad, (conte des Mille et une nuits) – création collective
- 2007 : En Attendant que la neige tombe (chantier), – mise en scène Jean-Baptiste Demarigny
- 2008 : Scènes de chasse en Bavière, de Martin Sperr – mise en scène Yves Ferry : Le Curé
- 2008 : La Nuit des Camisards, de Lionnel Astier – mise en scène Gilbert Rouvière
- 2008 : Baal, [1919] de Bertolt Brecht – mise en scène Mathias Beyler : Un jeune homme, Un Charretier, Le Commissionnaire, Un Bûcheron, Le Deuxième Paysan, Piccolo, Un Rouquin, Le Médecin, Watzmann, Un Homme
- 2010 : Cairn, d'Enzo Cormann – mise en scène Hélène Soulié : Malonceau, Le Garçon
- 2010 : Amphitryon(s), de Plaute et Kleist – mise en scène Hervé Dartiguelongue : Jupiter
- 2011 : Paysage Moral, (solo) montage de textes de Carlos Drummond de Andrade – mise en scène Ferdinand Fortes : Le Défavélé
- 2011 : Qui a peur de Virginia Woolf ? d'Edward Albee – mise en scène Jean-Louis Sol : Nick
- 2011 : Une femme nommée Marie, mise en scène Robert Hossein : Peuple, Troubadour et Serviteur de Pilate
- 2012 : Lost in the Stars, de Kurt Weill et Maxwell Anderson - mise en scène Olivier Desbordes : Arthur Jarvis, Eland (officier de probation), juge
- 2013 : Habillage ou la grisette nue de Sarah Fourage, mise en scène Anna Delbos-Zamore : Yann, Le Meneur, Julien, Gogo
- 2015 : Mon Prof est un Troll, de Dennis Kelly – mise en scène Anaïs Coq : Max
- 2015 : Mon premier job, (Solo) adapté de la nouvelle de David Lodge – créé sous le regard bienveillant de Gilbert Rouvière : sociologue
- 2015 : L'Opéra de quat'sous, de Bertolt Brecht et Kurt Weill – mise en scène Olivier Desbordes et Éric Perez : 1er brigand
- 2021 : Et les oiseaux répandirent la couleur, (solo jeune public) : vieillard voyageur en terre aborigène
- 2022 : Rouge lie de vin, de Valérie Hernandez - mise en scène de l'auteur : Tony